# Oscar (film)
Pour les articles homonymes, voir Oscar.
Pour plus de détails, voir Fiche technique et Distribution.
Oscar est un film français réalisé par Édouard Molinaro, sorti en 1967.
Mettant en vedette Louis de Funès, le film raconte l'histoire d'un industriel (incarné par Louis de Funès) qui découvre au cours d'une seule journée que sa fille est enceinte, qu'il a été volé par un employé et que d'autres calamités se sont abattues dans sa maison et son entreprise.
Adaptation cinématographique de la pièce du même nom de Claude Magnier, qui rencontra un succès au début des années 1960 avec, déjà, de Funès dans le rôle principal, Oscar rencontre un énorme succès commercial, dès sa sortie, en octobre 1967, avec 6,1 millions d'entrées, se classant à la deuxième place des films ayant fait le plus d'entrées cette année-là, derrière Les Grandes Vacances, autre film de Louis de Funès.

## Synopsis
Christian Martin, modeste comptable dans une grande société présidée par le promoteur immobilier Bertrand Barnier, surprend un matin son patron au saut du lit, afin de lui demander une substantielle augmentation. Martin est en effet sur le point de demander la main d’une jeune fille, et n’ose se présenter devant le père de cette dernière avec un simple salaire d’employé.
Après quelques tergiversations, Barnier cède et accorde à Martin son augmentation. C'est alors que celui-ci lui annonce que la jeune fille qu'il compte épouser est justement la fille de Barnier.
Devant le refus catégorique de son supérieur, Martin lui révèle qu’il a détourné plus de soixante millions d'anciens francs en falsifiant les écritures comptables de l’entreprise de son patron. Devant la menace de ce dernier de le dénoncer à la police, Martin fait valoir à Barnier les conséquences judiciaires de ses fraudes sur les déclarations fiscales de l'entreprise.
Cependant, après avoir également annoncé à Barnier qu'il était l'amant de sa fille, Martin propose de restituer la somme à cette dernière, si toutefois Barnier consent au mariage.
Pris au piège, ce dernier consent du bout des lèvres et demande à Martin de rapporter la valise contenant la somme convertie en bijoux pour s'assurer de sa bonne volonté. Il profite également de l'absence de Martin pour avoir une explication avec sa fille prénommée Colette, lui faisant comprendre qu'il n'est en fait pas disposé à son mariage. Colette doit improviser un stratagème sur les conseils de la bonne des Barnier, Bernadette, pour faire croire qu'elle attend un enfant de son amant. La réaction ne se fait pas attendre, et Barnier frôle l'apoplexie.
Pas encore remis de ses émotions, une autre jeune femme se présente à lui, et lui annonce qu’amoureuse de Christian Martin, elle s'est fait passer pour la fille de Barnier. Ce dernier comprend alors que ce n'est pas avec sa fille que Martin souhaite se marier, mais avec cette jeune femme, prénommée Jacqueline. Comprenant également qu'il risque de perdre ses soixante millions, il propose à celle-ci de se cacher à l'étage en attendant le retour de Martin.
Après avoir appris que Colette aime en réalité Oscar, le chauffeur que son père avait renvoyé quelque temps plus tôt, Barnier fait croire à Martin qu'il sera bientôt père, et lui fait signer un papier attestant qu'il est bien le père de l'enfant de sa fille. Ceci fait, il récupère la valise de bijoux des mains de Martin et lui fait rencontrer Jacqueline à l'étage. Apprenant que Jacqueline n'est pas la fille de Barnier, Martin comprend qu'il a été dupé, ce qui le met en colère et fait s'enfuir Jacqueline.
Dès lors, Barnier, qui a appris qu’Oscar s’était engagé dans une expédition polaire d’une durée de six ans à cause d’une « déception amoureuse », promet à Martin de lui rendre la valise de bijoux s’il épouse sa fille. Martin accepte, puis apprenant que la fille de Barnier est prête à se marier avec n'importe qui, il essaye de convaincre son patron de choisir un autre mari : son masseur un peu simplet, Philippe Dubois.
Pendant ce temps, la bonne des Barnier annonce sa démission et apprête une valise remplie de vêtements ; elle quitte la demeure pour aller épouser le baron Honoré de La Butinière, ancien prétendant de la fille Barnier. Mais alors qu’elle prend congé, elle se trompe de valise et prend par mégarde celle renfermant les bijoux.
Alors qu'il tente tant bien que mal de convaincre son masseur d’épouser sa fille, Barnier constate l'erreur et s'empresse de téléphoner au baron afin de récupérer la fameuse valise. Au même moment, Oscar revient, ce qui provoque la soudaine colère de Philippe Dubois et la fuite du chauffeur.
Peu de temps après, Martin revient chez Barnier et lui demande de lui restituer la valise. Devant le refus de Barnier, il lui apprend qu'il a de nouveau détourné soixante millions en profitant d’une feuille blanche dissimulée parmi des documents comptables qu'il lui a fait signer un peu plus tôt. Martin propose aussitôt une transaction à Barnier : les bijoux contre ces nouveaux soixante millions en billets.
L'échange est fait à la grande satisfaction de Barnier qui pense avoir redonné à Christian Martin la valise de Bernadette. Ce qu'il ignore, c'est que la future baronne s'est rendu compte de son erreur, et est venue rapporter la valise de bijoux. C'est donc bien celle-ci que Barnier remet à Martin, et il invente dans le même temps une adresse qu’il prétend être celle de Jacqueline. Martin s’y rend.
À la suite du coup de téléphone de Barnier, le chauffeur du baron passe ensuite pour récupérer la valise de Bernadette, il laisse chez Barnier la valise de vêtements et emporte la valise de billets. Barnier se retrouve donc une nouvelle fois avec la valise de Bernadette sur les bras alors qu'il tentait à nouveau de convaincre Philippe Dubois, venu s'excuser, d'épouser sa fille. Pour Barnier, la coupe est pleine et c'est après une mémorable crise de nerfs qu'il récupère enfin la valise remplie de bijoux des mains d'un Martin dépité. Celui-ci lui apprend que l’adresse que Barnier lui a donnée plus tôt est celle d’une maison de rendez-vous et qu'il n'a, du coup, plus aucun intérêt à garder l'argent. Pris de remords après avoir récupéré son bien, Barnier rétablit la vérité et permet à Christian Martin de retrouver Jacqueline, revenue entre-temps chez Barnier.
Tandis que les deux jeunes gens se retrouvent, une certaine Charlotte se présente au domicile des Barnier afin de remplacer Bernadette en tant que bonne. Lors de l'entretien avec Barnier, celle-ci lui avoue avoir été la bonne de la famille Barnier des années plus tôt. Barnier reconnaît alors Charlotte, lui était jeune homme et elle jeune femme à l'époque. Cette dernière a aussi une fille, née officiellement d’un père inconnu, également amoureuse d’un cadre nommé Christian Martin. Barnier se rend alors compte que la jeune femme en question n’est autre que Jacqueline, et apprend de la bouche de Charlotte que Jacqueline est sa propre fille. Barnier met quelques minutes à s'en remettre, avant de se réconcilier définitivement avec Martin sous les yeux interloqués de son épouse qui n'a rien compris aux derniers événements.
Alors que tout le monde se congratule, Bernadette vient récupérer discrètement sa valise de vêtements mais elle prend par erreur la valise de bijoux (on ignore ce qu'est devenue la valise de billets prise plus tôt par le chauffeur du baron). Lorsque Barnier demande à Martin d’ouvrir la valise restante, il voit en sortir le soutien-gorge de Bernadette. Tout le monde part alors à la poursuite de Bernadette pour récupérer la valise de bijoux.

## Fiche technique

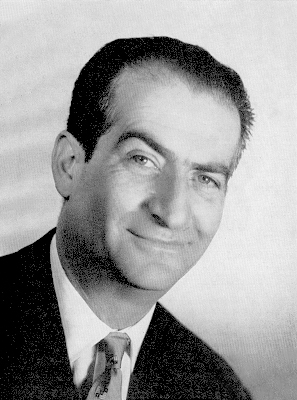
Louis de Funès
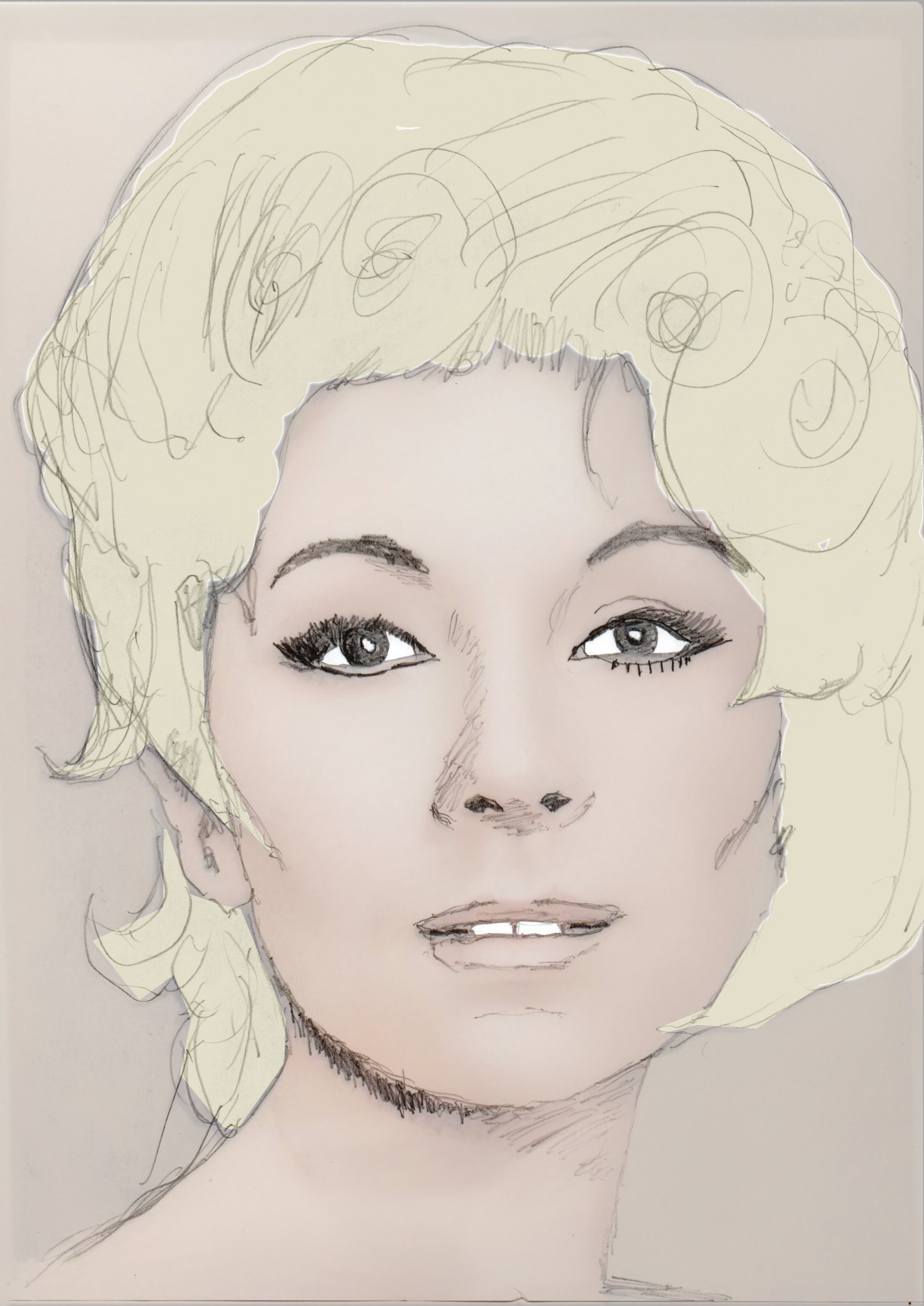
Claude Gensac
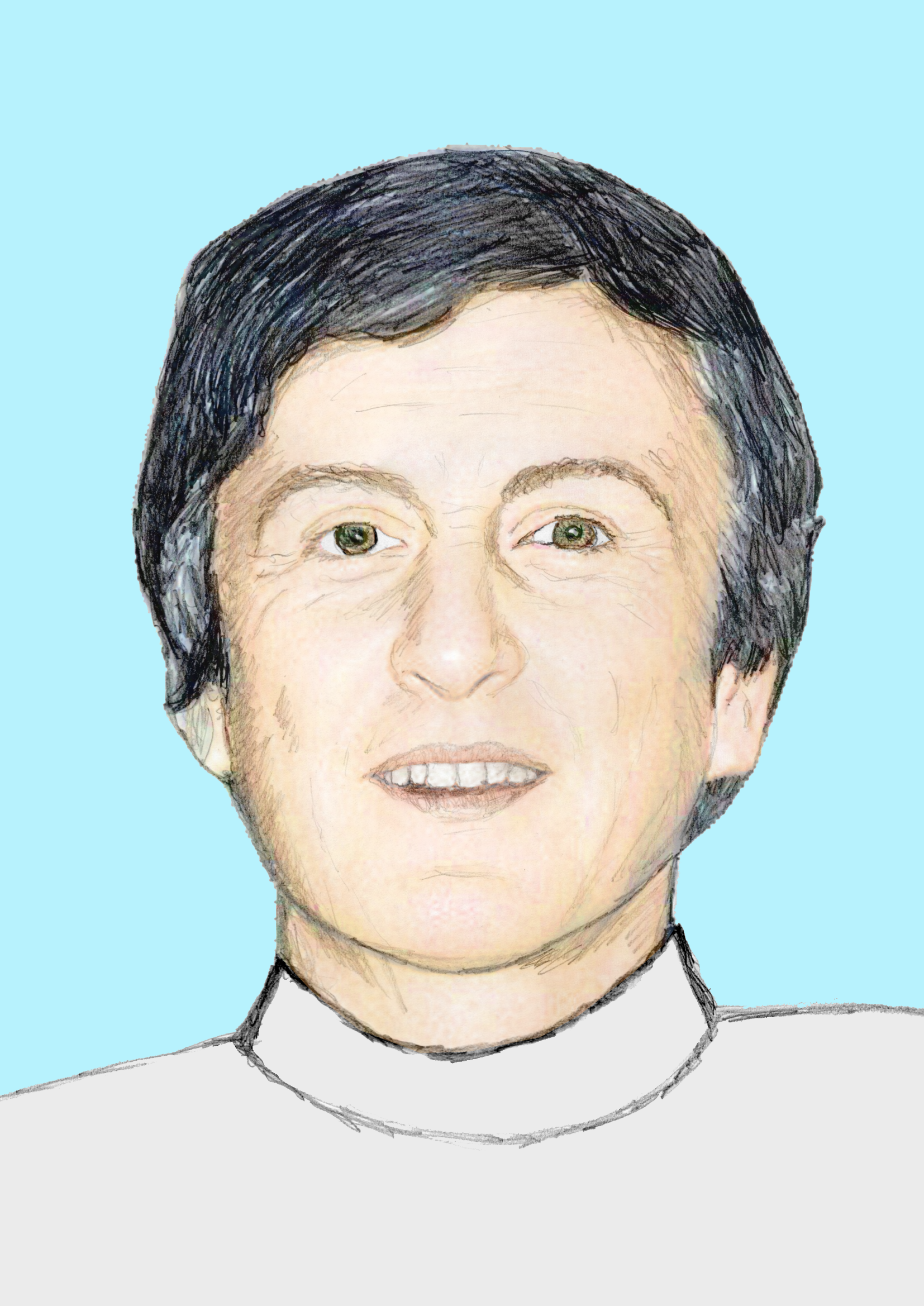
Claude Rich
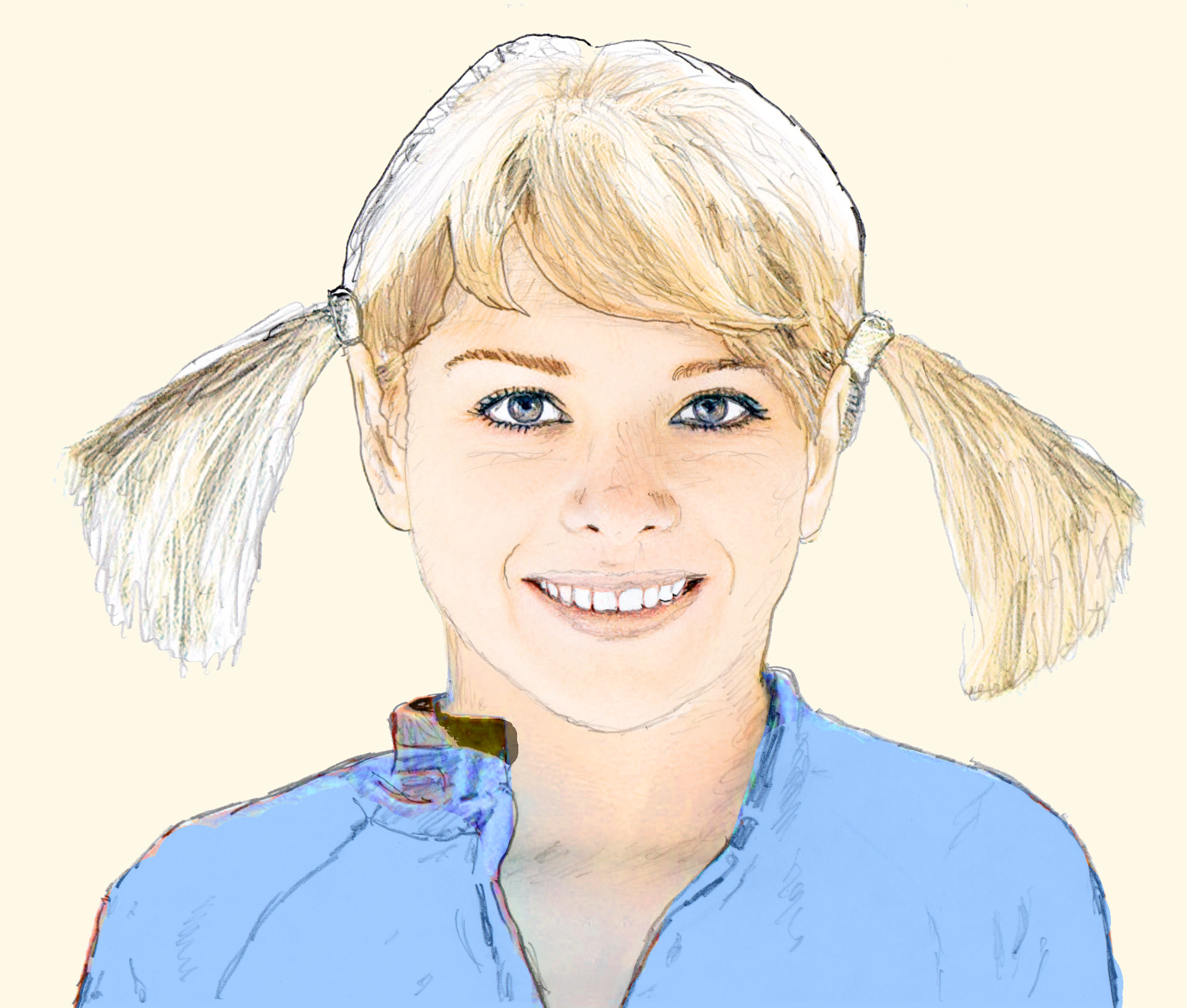
Agathe Natanson
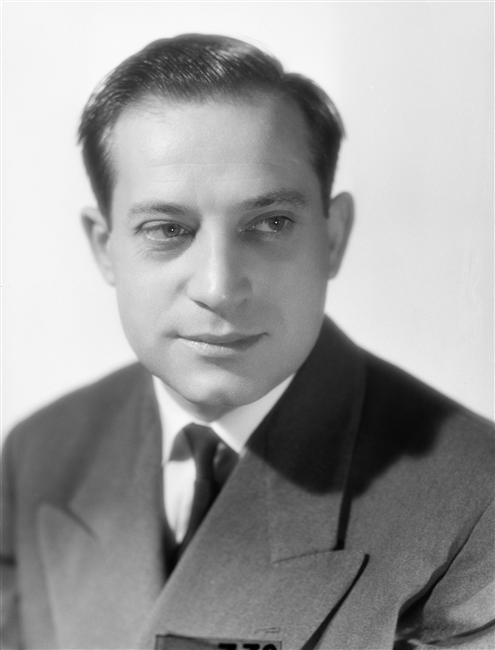
Paul Préboist
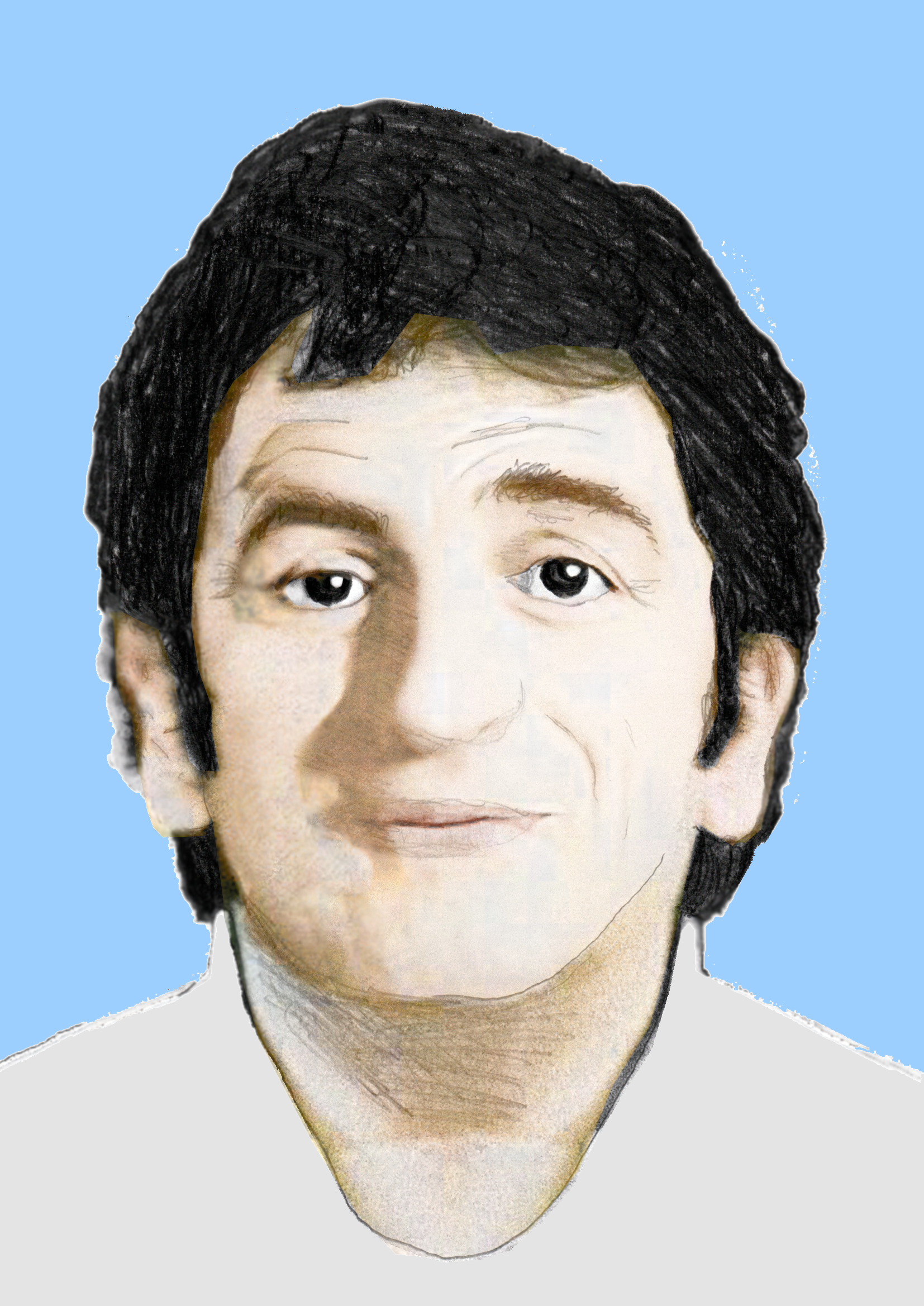
Mario David

- Titre : Oscar
- Réalisation : Édouard Molinaro
  - Assistants réalisateurs : Jean-Marie Poiré, Philippe Monnier
- Scénario : d’après la pièce Oscar de Claude Magnier (1958)
  - Adaptation : Jean Halain, Édouard Molinaro, Louis de Funès
  - Dialogue additionnel : Jean Halain
- Musique : Jean Marion et Georges Delerue - (Éditions Hortensia)
- Photographie : Raymond Lemoigne
- Son : René-Christian Forget
- Montage : Robert et Monique Isnardon
- Scripte : Aurore Pasquiss
- Décors : Georges Wakhévitch, assisté de Jean Forestier
- Costumes : Francesco Smalto pour Claude Rich
- Production déléguée : Alain Poiré pour Gaumont International
  - Coproduction (non créditée) : Jean Le Duc
- Pays d'origine :  France
- Langue originale : français
- Lieux de tournage : aux Studios de Billancourt et, en extérieurs, à la Villa Stein à Vaucresson
- Format : couleurs (Eastmancolor) - 2,35:1 (Franscope) - son monophonique - 35 mm - Laboratoire GTC
- Genre : comédie
- Durée : 82 minutes
- Classification : tous publics
- Dates de sortie :
  - France : 11 octobre 1967 (sortie nationale) ; 11 juin 2009 (reprise)
- Affiche : René Ferracci (France)

## Distribution
- Louis de Funès : Bertrand Barnier
- Claude Rich : Christian Martin
- Claude Gensac : Germaine Barnier
- Agathe Natanson : Colette Barnier
- Paul Préboist : Charles, le domestique
- Sylvia Saurel : Jacqueline Bouillotte
- Mario David : Philippe Dubois, le masseur
- Germaine Delbat : Charlotte, la mère de Jacqueline
- Dominique Page : Bernadette, la bonne et future baronne
- Philippe Vallauris : le chauffeur du baron
- Roger Van Hool : Oscar

## Production

### Attribution des rôles
En endossant le rôle de Germaine Barnier, Claude Gensac interprète pour la première fois l'épouse d'un personnage incarné par Louis de Funès. Depuis la fin des années 1950, Jeanne de Funès, constatant l'ascension de son mari, le poussait à choisir comme épouses de fiction des femmes belles et élégantes, plutôt que les grosses rombières que les réalisateurs lui adjoignaient par contraste comique. Dans sa recherche d'une actrice pour le rôle de Mme Barnier, tenu au théâtre par Denise Provence puis Maria Pacôme, Louis de Funès fait d'abord appel à Simone Valère, croisée dans Ma femme est formidable (1952), mais elle est indisponible. Il découvre les talents comiques de Claude Gensac en allant la voir jouer La Dame de chez Maxim au Palais-Royal ; ils s'étaient plus ou moins perdus de vue depuis Sans cérémonie au théâtre et le film La Vie d'un honnête homme dans les années 1950. Jeanne de Funès recommande à son mari de la prendre comme sa femme à l'écran,. Louis de Funès transmet timidement sa proposition de rôle, par l'intermédiaire de Maurice Risch qui tourne dans Le Grand Restaurant tout en jouant Feydeau avec elle au théâtre. Ravi par leur partenariat dans Oscar, et aimant retrouver les mêmes têtes, l'acteur-vedette la reconduit dans cet emploi dans Les Grandes Vacances (1967), Le Gendarme se marie (1968), Hibernatus (1969), Le Gendarme en balade (1970), Jo (1971) et Le Gendarme et les Gendarmettes (1982),. Claude Gensac apparaît aussi auprès de lui en vieille secrétaire dans L'Aile ou la Cuisse (1976), en marieuse dans L'Avare (1980) et en voisine « bredine » dans La Soupe aux choux (1981),.

## Accueil
- Box-office en France : 6 122 041 entrées[4]

## Autour du film
- Adaptation d’une pièce de théâtre à succès de Claude Magnier, que Louis de Funès interpréta plusieurs centaines de fois au cours de quatre reprises : 1959, 1961, 1971 et 1972.
- Les extérieurs de la maison présentée dans le film ont été tournés à la Villa Stein à Vaucresson près de Paris, bien que les intérieurs soient purement décoratifs et sans rapport avec l’œuvre de Le Corbusier.
- C'est le deuxième film où Jean-Marie Poiré apporte sa contribution, en tant qu'assistant réalisateur, après Nouveau journal d'une femme en blanc.
- Lors de la crise d'apoplexie de Bertrand Barnier (joué par Louis de Funès), après la disparition de sa valise remplie d'argent, Germaine Barnier (jouée par Claude Gensac) téléphone à un docteur Poussin. Dans le film Jo, alors que son mari vient d'installer dans le salon une sculpture de son cru, Sylvie Brisebard (aussi interprétée par Claude Gensac) s'empare du téléphone pour appeler un docteur Poussin.
- Dans ce film, Paul Préboist incarne pour la première fois Charles, le domestique. Il reprendra ce rôle deux ans plus tard dans Hibernatus.

## Éditions en vidéo
En 2014, Oscar sort en Blu-ray, par Gaumont, dans une version restaurée. L'édition contient quatre bonus, dont un documentaire nommé La Mouche dans un bocal, un extrait de la pièce de théâtre, un commentaire audio du réalisateur Édouard Molinaro et de l'actrice Agathe Natanson, et une bande-annonce. Ces suppléments sont repris de l'édition DVD, sortie en 2002.

## Autre adaptation de la pièce
La pièce Oscar a aussi été portée à l’écran par John Landis en 1991. Intitulé Oscar dans la version originale, il a été distribué en France sous le titre L'embrouille est dans le sac. Les rôles de Louis de Funès, Claude Gensac et Claude Rich sont repris respectivement par Sylvester Stallone, Ornella Muti et Vincent Spano.